# Serge Telle
Serge Telle (ur. 5 maja 1955 w Nantes) – francuski urzędnik i dyplomata, były ambasador Francji w Monako, od 1 lutego 2016 do 31 sierpnia 2020 minister stanu (szef rządu) Monako.

## Edukacja
Serge Telle ukończył studia w Instytucie Nauk Politycznych w Paryżu (nauki polityczne) oraz Instytut Narodowy Języków i Kultur Orientalnych (język swahili), a także studia podyplomowe z prawa wspólnotowego UE.

## Kariera w dyplomacji francuskiej
Od 1982 Serge Telle pracował we francuskiej dyplomacji. Był drugim sekretarzem ambasady francuskiej w Tanzanii (1982–1984), pierwszym sekretarzem Stałego Przedstawicielstwa Francji przy ONZ (1984–1988), odpowiedzialnym za kwestie praw człowieka, prawa humanitarnego i międzynarodowe kwestie socjalne. W latach 1988–1992 był doradcą ministra ds. pomocy humanitarnej Bernarda Kouchnera.
W latach 1992–1993 oddelegowany do pracy w brytyjskim Foreign and Commonwealth Office, gdzie zajmował się problematyką bałkańską. Od 1993 do 1997 kierował Departamentem Pomocy Humanitarnej ONZ w Genewie.
Od 1997 do 2002 był specjalnym doradcą premiera Lionela Jospin ds. Afryki i Bliskiego Wschodu. W 2002 został konsulem generalnym Francji w Monako, a w 2006 pierwszym ambasadorem Francji w tym kraju.
W 2007 został dyrektorem w gabinecie ministra spraw zagranicznych Bernarda Kouchnera. Funkcję tę pełnił przez rok. Następnie był ambasadorem Francji przy Unii na rzecz Regionu Morza Śródziemnego (2008–2012) i delegatem odpowiedzialnym za międzyresortową koordynację działań francuskiego rządu w regionie Morza Śródziemnego (2013–2015).

## Szef rządu Monako
4 stycznia 2016 książę Albert ogłosił, że Serge Telle ma zostać powołany na stanowisko ministra stanu Monako. Funkcję objął 1 lutego. Obejmując urząd, zapowiedział, że jego priorytetem będzie „kontynuacja rozwoju gospodarczego” księstwa przy utrzymaniu jego osiągnięć w dziedzinie ochrony zdrowia, edukacji czy bezpieczeństwa. Zakończył pełnienie funkcji z dniem 31 sierpnia 2020.

## Życie prywatne
Jest żonaty z Guilaine Chenu, francuską dziennikarką telewizyjną. Mają jednego syna, Alexisa.

## Odznaczenia
Komandor Orderu Świętego Karola, kawaler Legii Honorowej, kawaler Orderu Narodowego Zasługi.